# Софино (Полтавская область)
Софино (укр. Софине) — село,
Андреевский сельский совет,
Хорольский район,
Полтавская область,
Украина.
Код КОАТУУ — 5324880311. Население по переписи 2001 года составляло 184 человека.

## Географическое положение
Село Софино находится на расстоянии в 1,5 км от сёл Вязовок и Дубовое.
По селу протекает пересыхающий ручей с запрудой.

## История
Село указано на специальной карте Западной части России Шуберта 1826-1840 годов 